# Gioielli della Corona bavarese

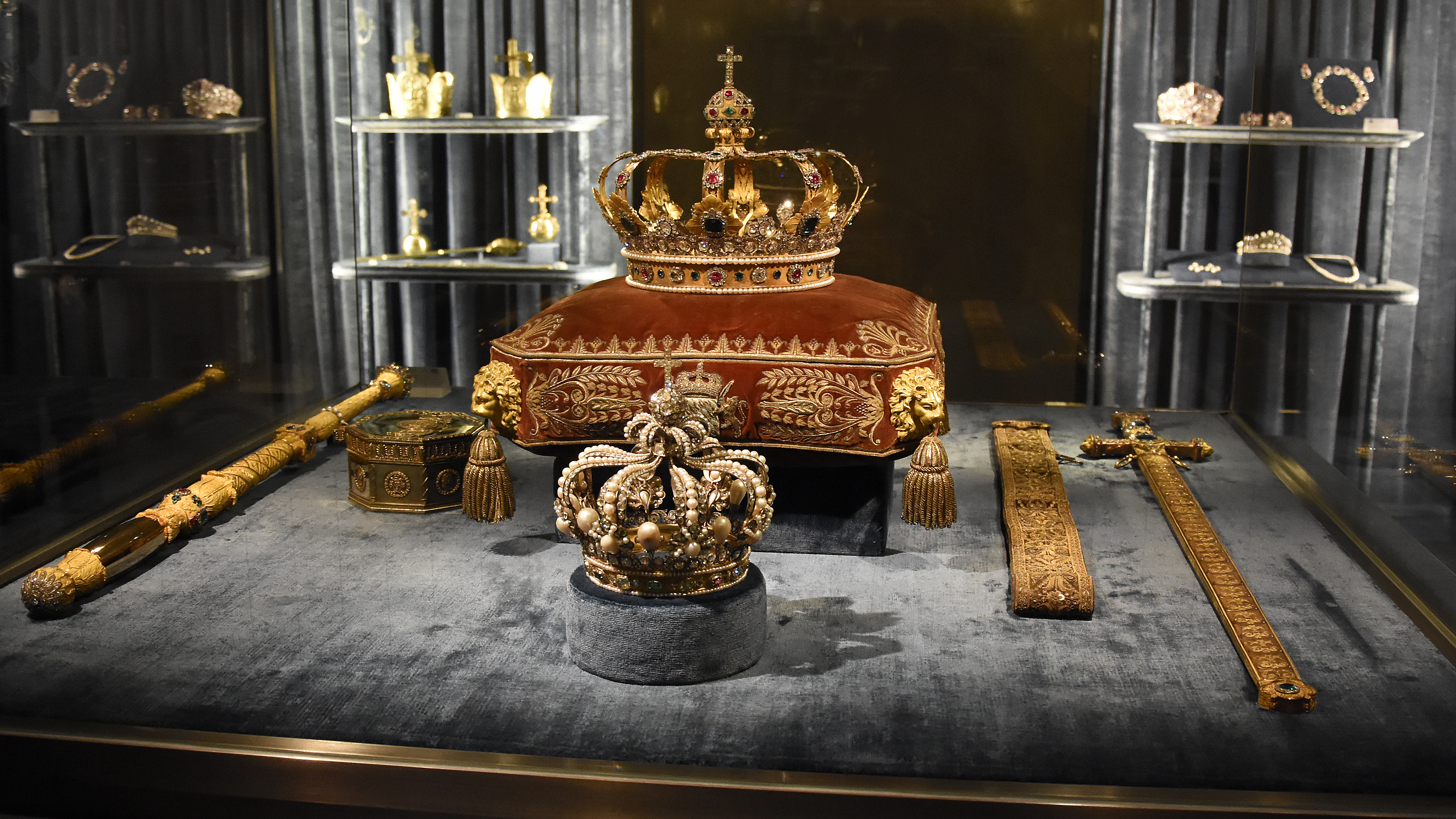
Le due corone, la spada e lo scettro dei Gioielli della corona di Baviera.

I Gioielli della Corona bavarese sono una serie di gioielli della corona creati per il Regno di Baviera, esistente dal 1806 al 1918, a seguito dell'elevazione da ducato a regno da parte di Napoleone Bonaparte. Il nuovo e primo sovrano bavarese, Massimiliano I Giuseppe Wittelsbach, per celebrare l'elevazione del suo status da duca a re, fece commissionare una serie di gioielli della corona, per essere poi usati dai monarchi bavaresi, anche se non ci fu celebrata nessuna incoronazione ed il re non indossò mai la corona in pubblico, piuttosto veniva posta su di un cuscino, esponendola in occasioni come l'ascesa al trono del re o il suo funerale. Oggi i gioielli della corona, dopo la caduta della monarchia, si trovano nel Münchner Residenz, Residenza di Monaco di Baviera.

## Regalie

### Corona di Baviera

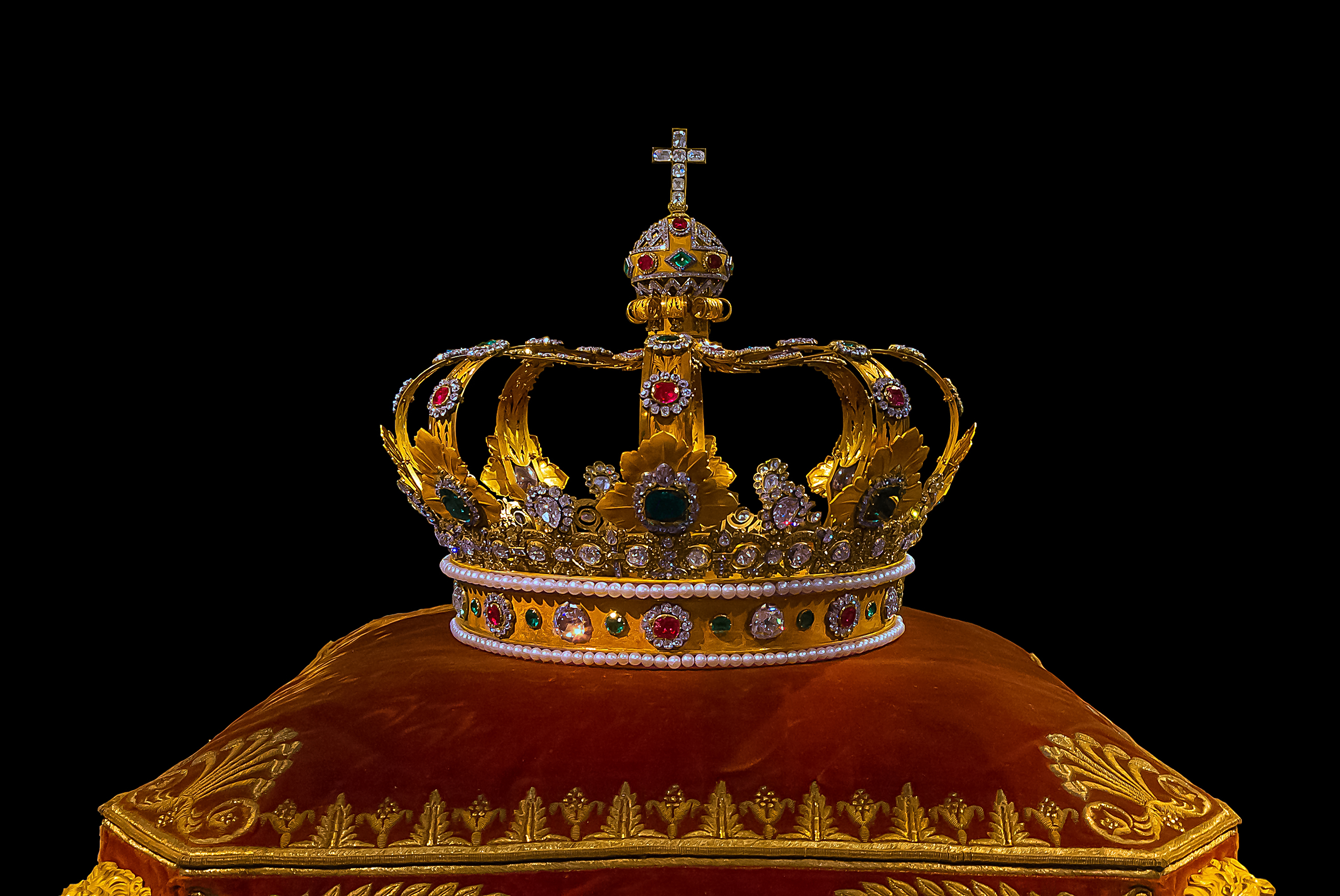
La "Corona di Baviera".

La "Corona di Baviera" fu commissionata e progettata per il primo re di Baviera, Massimiliano I Giuseppe, il quale era stato elevato appuntò a re grazie a Napoleone Bonaparte, poi con la Pace di Presburgo e l'alleanza con la Francia, Massimiliano acquisì grandi territori e così il suo regno divenne membro della Confederazione del Reno, addirittura la figlia di Massimiliano, Augusta Amalia, sposò il figliastro di Bonaparte, Eugenio di Beauharnais Viceré d'Italia, Granduca di Francoforte, Duca di Leuchtenberg e Principe Primate della Confederazione del Reno,di Eichstätt e di Venezia; la Corona fu realizzata nel 1804 dall'orafo francese Jean-Baptiste de Lasne, che trasse ispirazione dalla corona di Luigi XV di Francia, inoltre il re ordinò anche la creazione dei Regalia, oggi ammirabili a Monaco di Baviera. La corona è composta da rubini, diamanti, smeraldi, zaffiri e perle, la gemma più costosa era il celebre diamante Wittelsbach, chiamato Wittelsbach-Graff che fu acquistato nel 2008 dal gioielliere londinese Laurence Graff, per la cifra record di 16,4 milioni di sterline.

### Corona della Regina

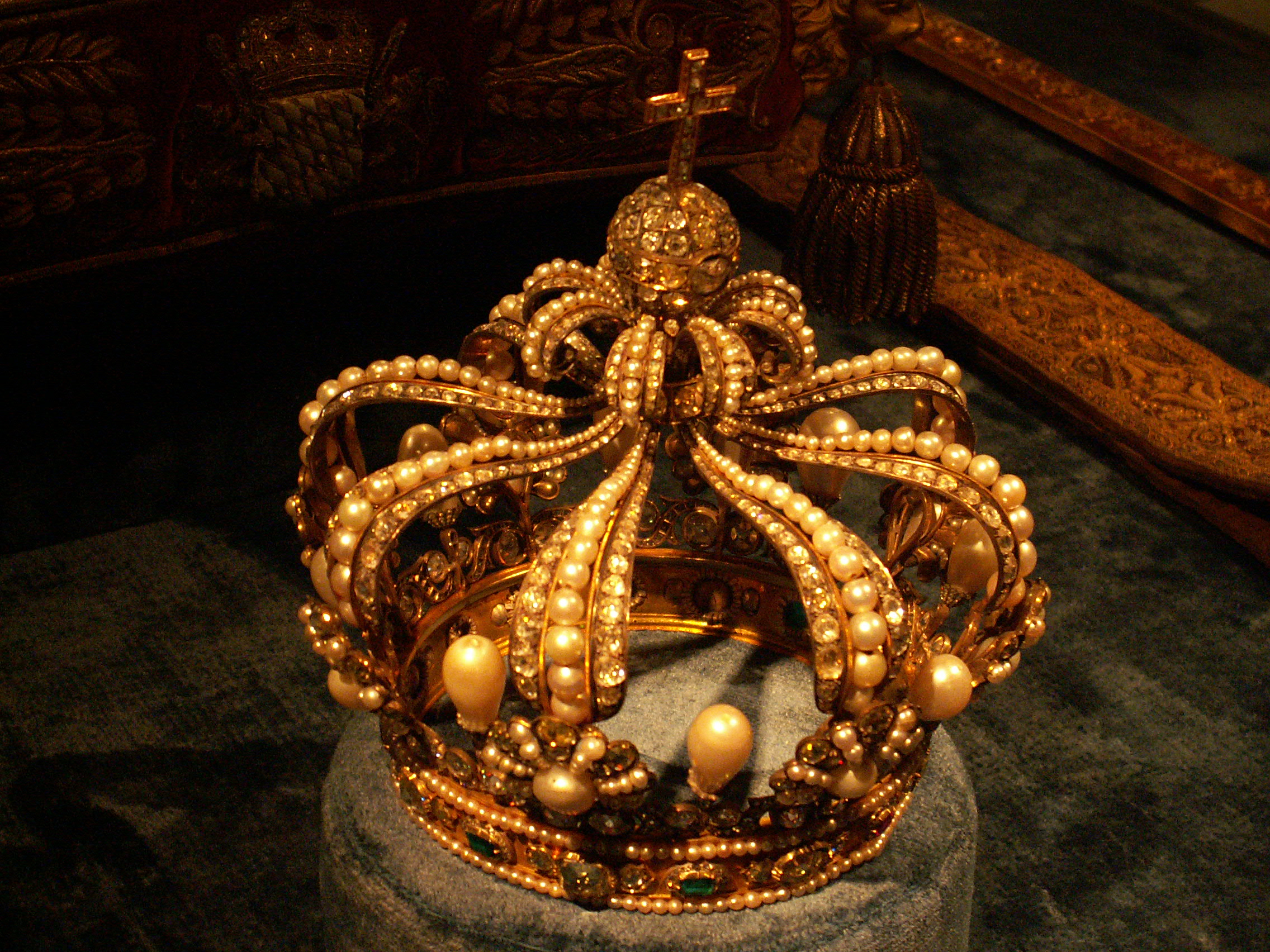
La "Corona della Regina"

La "Corona della Regina" fa parte dei gioielli della corona bavarese, che fu commissionata per Massimiliano I Giuseppe dal gioielliere parigino Biennais tra il 1804 e il 1807, dopo che l'imperatore Napoleone I aveva elevato lo status del Ducato di Baviera a Regno (1806-1918), con il Trattato di Presburgo (1805). La corona fu realizzata per la regina Carolina di Baden, seconda consorte del re Massimiliano, con un diametro di 11 cm. incastonata con enormi perle, diamanti, rubini e smeraldi e come gli altri gioielli, la regalia non veniva indossata durante le cerimonie ufficiali, ma appoggiata su di un cuscino.

### Altre regalie
Oltre alle due Corone, quella reale bavarese e quella della Regina, furono commissionate altre regalie come la Spada di Stato di 96 centimetri di lunghezza, il globo reale in oro puro e lo scettro reale di 89 centimetri di lunghezza, decorato con brillanti, smeraldi e zaffiri e avente al termine una piccola corona rotonda.

## Parure e tiare

### Parure di rubini della regina Teresa

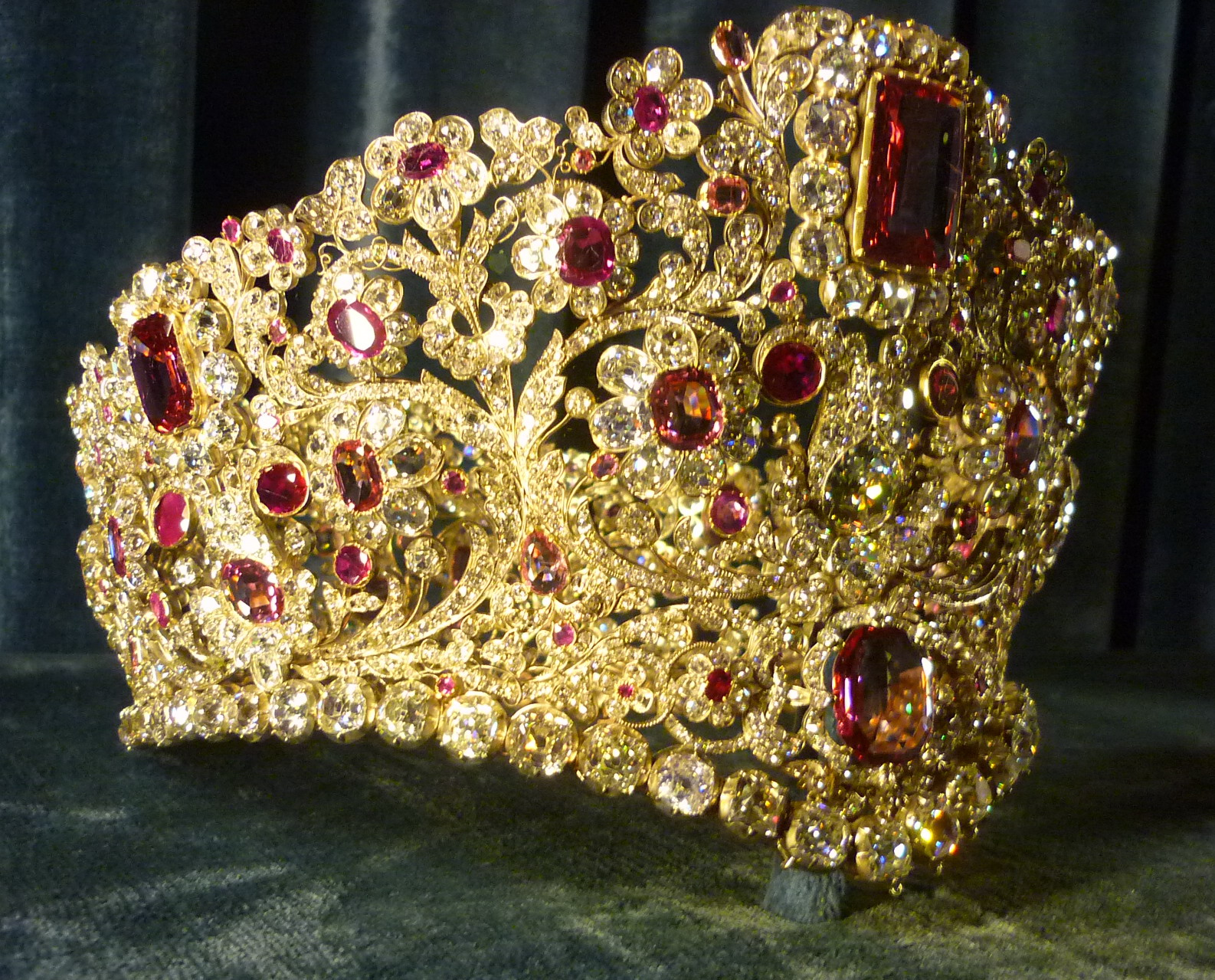
Il diadema della parure.

La "parure di rubini della regina Teresa" è appunto una composizione di alcuni gioielli che furono commissionati per Teresa di Sassonia-Hildburghausen, seconda regina di Baviera e moglie di Ludovico I; la parure fu realizzata dal gioielliere di corte bavarese Caspar Rieländer, poi data in dono alla futura sposa del Principe ereditario Ludovico, la Principessa Teresa di Sassonia-Hildburghausen; di questa parure il pezzo più virtuoso e magnifico è di sicuro il diadema, molto pesante e difficile da indossare, infatti alla regina non piaceva molto, difatti è quasi impossibile che ci sia un ritratto di Teresa che indossa indossa l'enorme gioiello, il quale è appunto incastonato con pietre di rubini, diamanti e oro. La base della tiara è incastonata di diamanti, mentre nella parte superiore centrale vi sono due grandi rubini, quello superiore di forma rettangolare e più grande di quello rotondo, posto in basso; tutto intorno alla tiara, assieme ai rubini, ci sono volte incastonate d'oro che formano tanti fiori, viti e foglie, di varie dimensioni, che presentano petali di diamanti con rubini o spinelli al centro. Oltre al diadema, nella parure fanno parte anche un paio di bracciali dal motivo sempre floreale, in più ci sono anche degli orecchini e una collana.

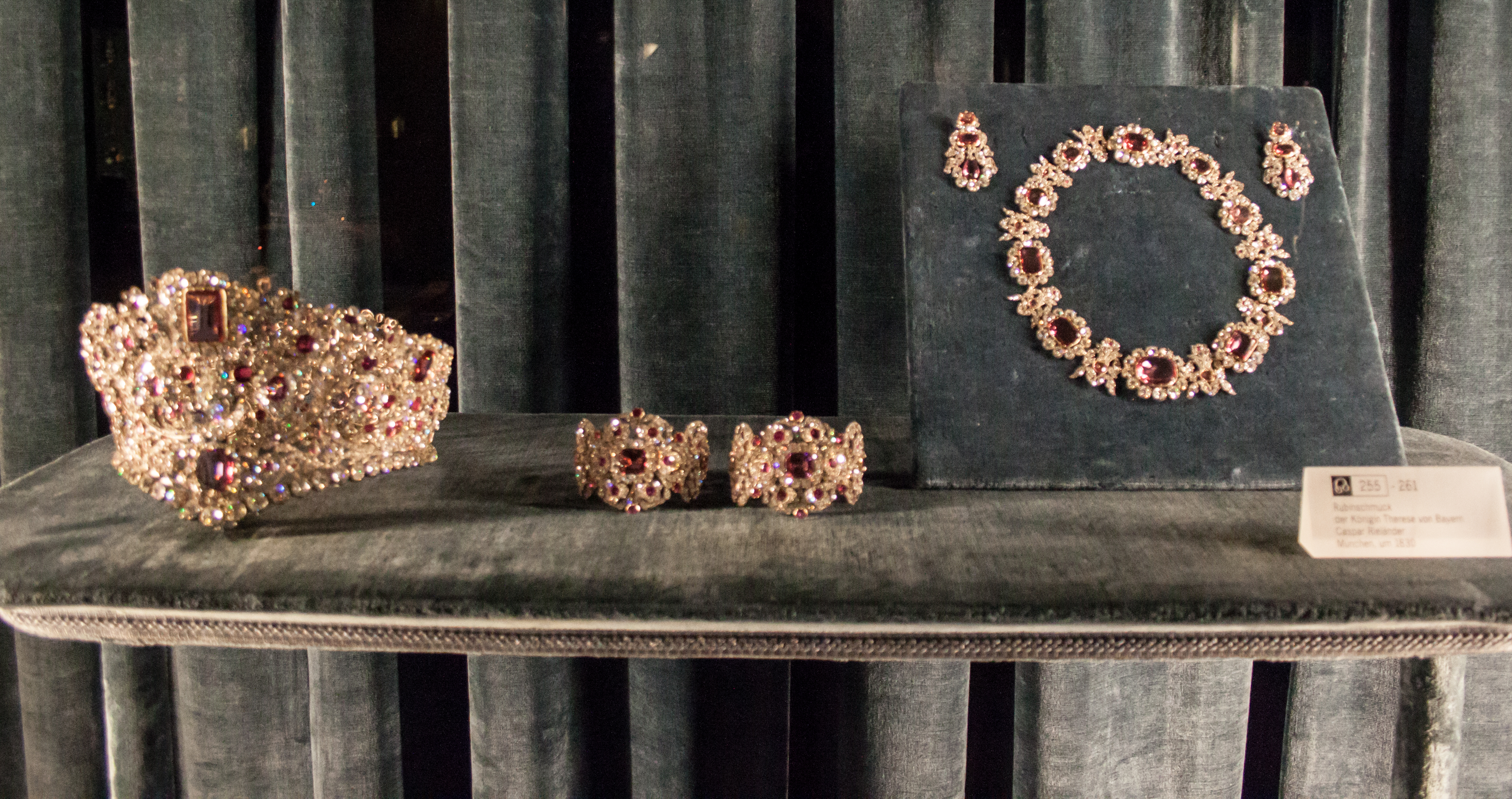
L'intera parure di rubini della regina.

Ritornando al diadema, bisogna ripetere che il peso e le dimensioni rendevano difficile indossarlo, infatti quasi nessuna immagine ritrae una principessa o una regina bavarese portarla, a differenza della Principessa Antonia del Lussemburgo, moglie del Principe ereditario Rupprecht di Baviera, che si fece immortalare una volta mentre indossava appunto il maestoso gioiello, in un ritratto ufficiale a seguito del suo matrimonio nel 1921. Tutt'oggi la parure si trova a Monaco di Baviera, nella stanza del tesoro alla Residenz.

### La Tiara bavarese dei nodi d'amore

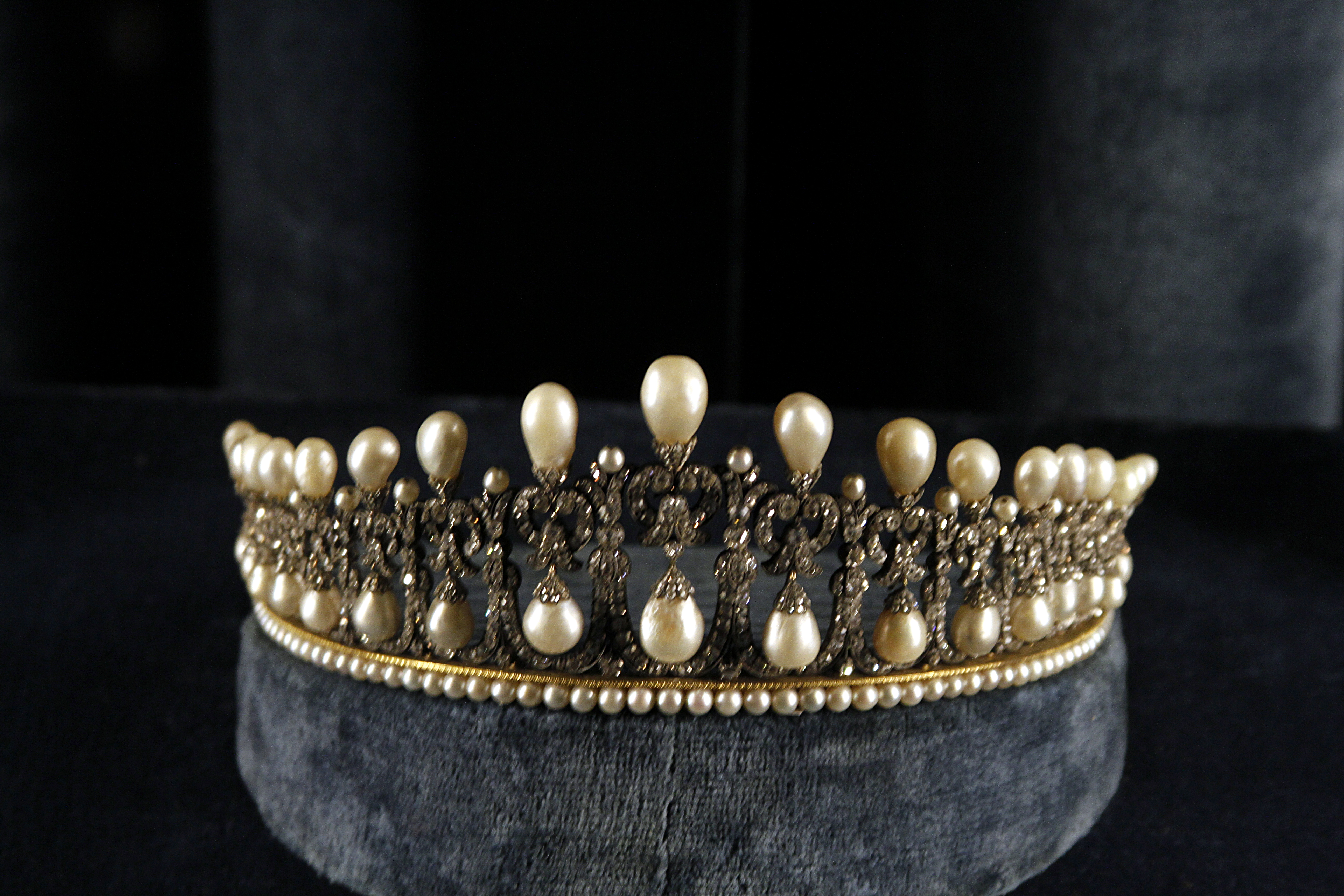
La tiara bavarese dei nodi d'amore.

La "Tiara bavarese dei nodi d'amore", può ricordare la famosa tiara inglese dei nodi d'amore che la regina Mary fece commissionare, per poi essere ereditata dalla regina Elisabetta che la diede alla principessa Diana in occasione del suo matrimonio con l'allora Carlo, Principe di Galles; comunque quella bavarese fu commissionata dal gioielliere di corte bavarese Caspar Rieländer su richiesta del re Ludovico I, che regalò la tiara alla moglie Teresa; la tiara presenta sedici perle in archi diamanti pendenti dai fiocchi del nodo dell'amante, specchiate da sedici perle a forma di pera in cima, la particolarità è che assieme alla tiara furono realizzati anche degli orecchini chandelier e una grande collana di perle. La Regina si fece immortalare in numerosi ritratti mentre indossava la tiara, fra gli anni 1820 e 1830, insieme a una varietà di gioielli di perle, fra cui anche gli orecchini, infatti la tiara assieme alla collana e orecchini, può considerarsi una parura di perle; successivamente Teresa donò la tiara a sua nuore, la regina Amalia di Grecia, la quale aveva sposato il secondogenito di Ludovico I, Ottone che nel 1832 era stato eletto Re di Grecia, carica che detenne fino alla destituzione nel 1862, a quel punto la tiara rimase con la Amalia durante l'esilio, ma poi la coppia non avendo figli, il gioiello ritornò in Casa Wittelsbach nel 1875.

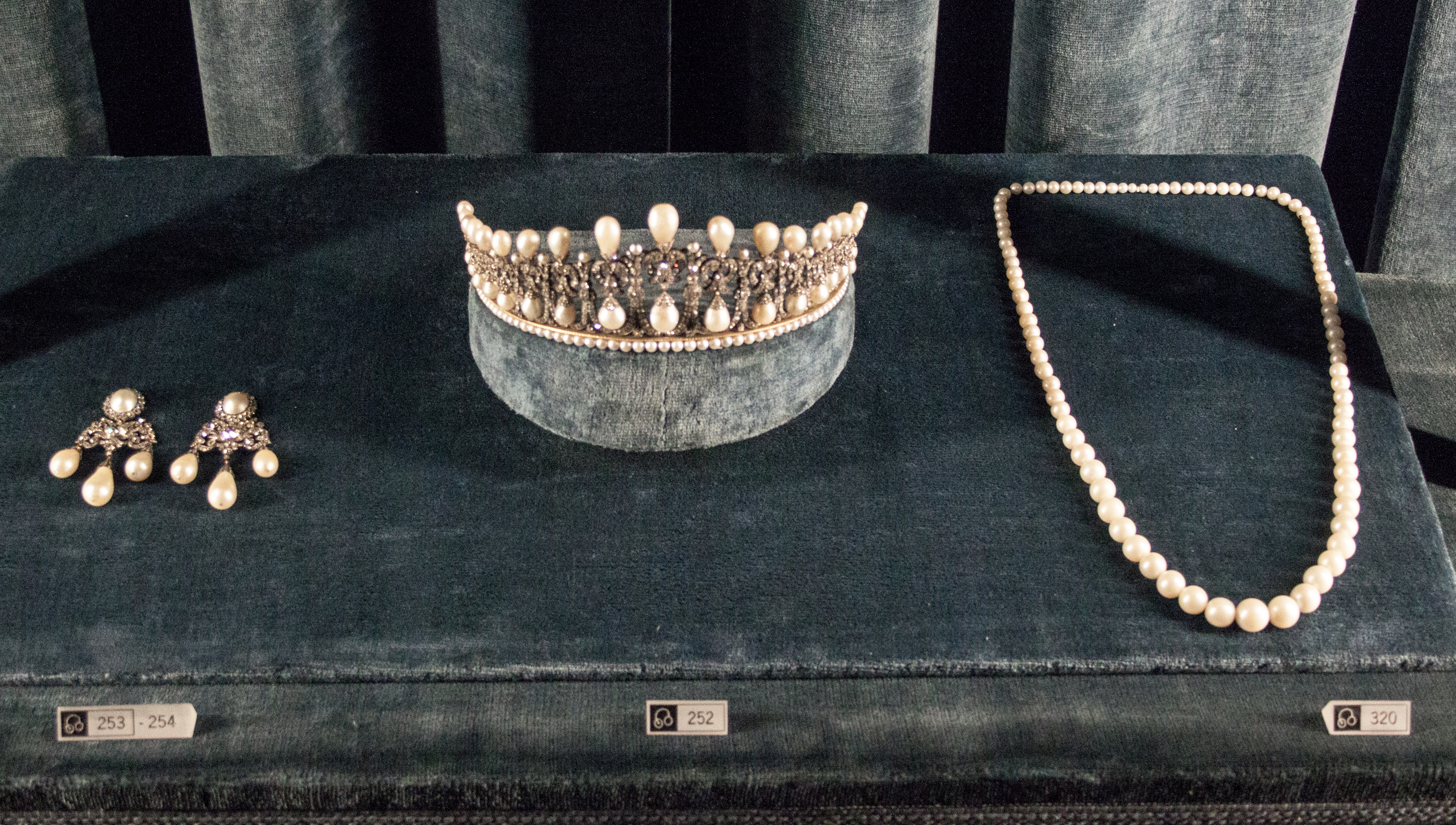
La parure bavarese dei nodi d'amore.

Con la sconfitta nella Prima guerra mondiale, la Monarchia bavarese cadde e così la famiglia Wittelsbach ebbero un periodo difficile in esilio e nei campi di concentramento durante la Seconda guerra mondiale, così l'allora principessa ereditaria Antonia non tornò più in Germania, ma comunque la tiara è sopravvissuta e fu indossata dalla principessa Irmingarda di Baviera, figlia del principe ereditario Rupprecht. Oggi la tiara e la parure del nodo dell'amante bavarese, assieme alla parure di rubino, sono  n mostra alla Residenz di Monaco, l'ex palazzo reale che ora è un museo. Tuttavia, le signore della famiglia Wittelsbach hanno ancora a disposizione una varietà di diademi storici.